# Parafia Narodzenia Najświętszej Maryi Panny w Starej Błotnicy
Parafia rzymskokatolicka Narodzenia Najświętszej Maryi Panny w Starej Błotnicy – jedna z 13 parafii dekanatu jedlińskiego diecezji radomskiej. Parafię, od 8 września 2000 r., prowadzą ojcowie Paulini.

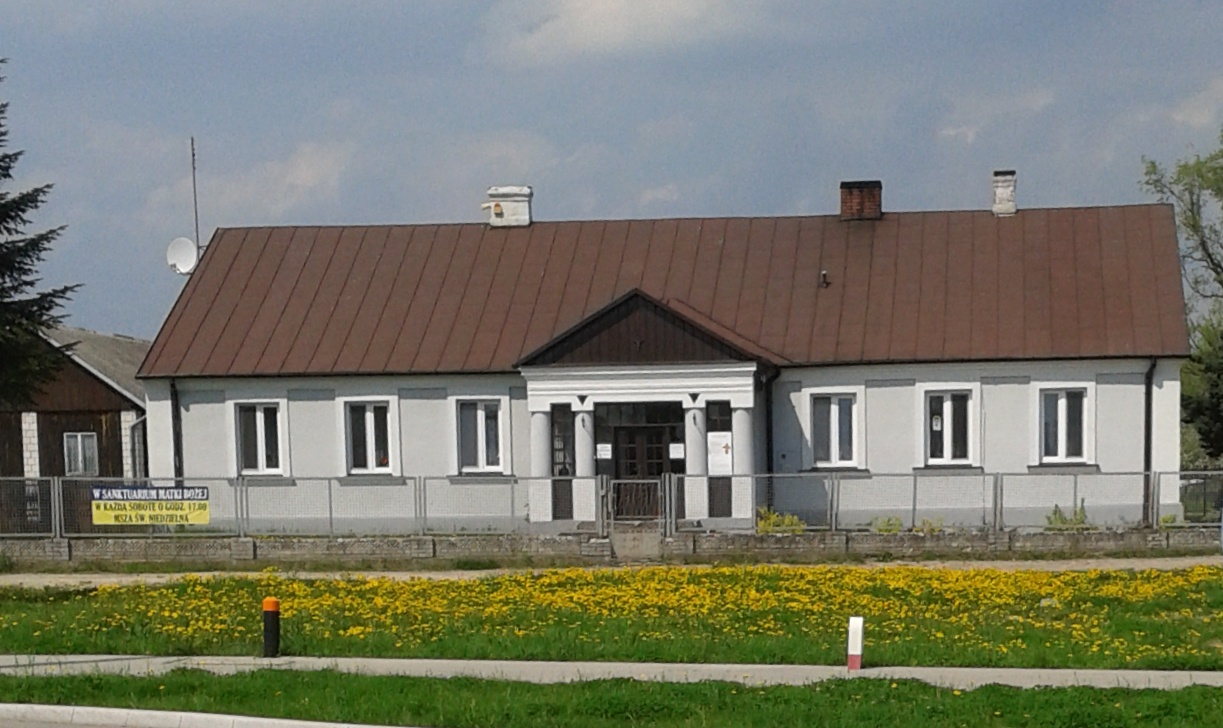
Plebania-klasztor w Starej Błotnicy

## Historia
Parafia powstała przed 1403. Niektórzy sugerują. że mogła istnieć już w drugiej połowie XIV w. Z tego bowiem okresu pochodził pierwotny kościół drewniany pw. św. Piotr Apostoła, fundacji Błotnickich herbu Doliwa. Obecny murowany kościół rozpoczęto budować w 1759 staraniem ks. Sebastiana Skórkowskiego, proboszcza Jankowic i Błotnicy. Pierwszy etap zakończył się z chwilą śmierci proboszcza w 1781. Prace wznowiono w 1852 staraniem ks. Teofila Jakubowskiego. Projekt restauracji i przebudowy kościoła przygotował w latach 1850–1852 arch. Antoni Kacper Wąsowski z Radomia. W 1868 bp Michał Józef Juszyński konsekrował kościół i nadał mu nowy tytuł Narodzenia NMP. Od końca XIX w. do 1913 staraniem ks. Adolfa Machnickiego zbudowano północną wieżę i ukończono wnętrze. Kościół jest orientowany, w stylu późnego baroku, trójnawowy, sześcioprzęsłowy, typu bazylikowego. Świątynia posiada dwie wieże na planie kwadratu. Wewnątrz ma szerokie filary z pilastrami, w zwieńczeniach pilastrów znajdują się elementy dekoracyjne. Sklepienia kolebkowe schodzą do okien, które są wysoko ponad dachem naw bocznych. Polichromia wykonana została przez art. malarza Kazimierza Alchimowicza w latach 1909–1910. W głównym ołtarzu znajduje się namalowany na desce obraz Matki Bożej Pocieszenia. Jest to wizerunek typu bizantyjskiej Hodegetrii, odmiana nazywana Peribleptos, powstały w kręgu szkoły włoskiej. Niektórzy badacze sugerują, że powstał pod koniec XIV w. Najbardziej prawdopodobna jest II połowa XVI w. Wizerunek czczony jest pod tytułami Matka Boska Błotnicka, Pani i Królowa Ziemi Radomskiej, Matka Boża Pocieszenia. W 1868 nałożono na obraz srebrne sukienki, a bp Józef Michał Juszyński nakazał przenieść obraz z bocznej kaplicy do nawy głównej, gdyż napływ pątników wskazywał na żywy kult. Bp Jan Kanty Lorek ogłosił 25 lutego 1963 kościół w Błotnicy sanktuarium maryjnym diecezji sandomierskiej. Dzięki staraniom bp. Piotra Gołębiowskiego papież Paweł VI zezwolił na koronację obrazu. 21 lipca 1977 odbyła się uroczysta koronacja wizerunku Maryi. Głównym koronatorem, w zastępstwie chorego Prymasa Polski Stefana kard. Wyszyńskiego, był kard. Karol Wojtyła. 8 września 2000 decyzją bp. Jana Chrapka, do Błotnicy zostali sprowadzeni oo. paulini.

## Cmentarz

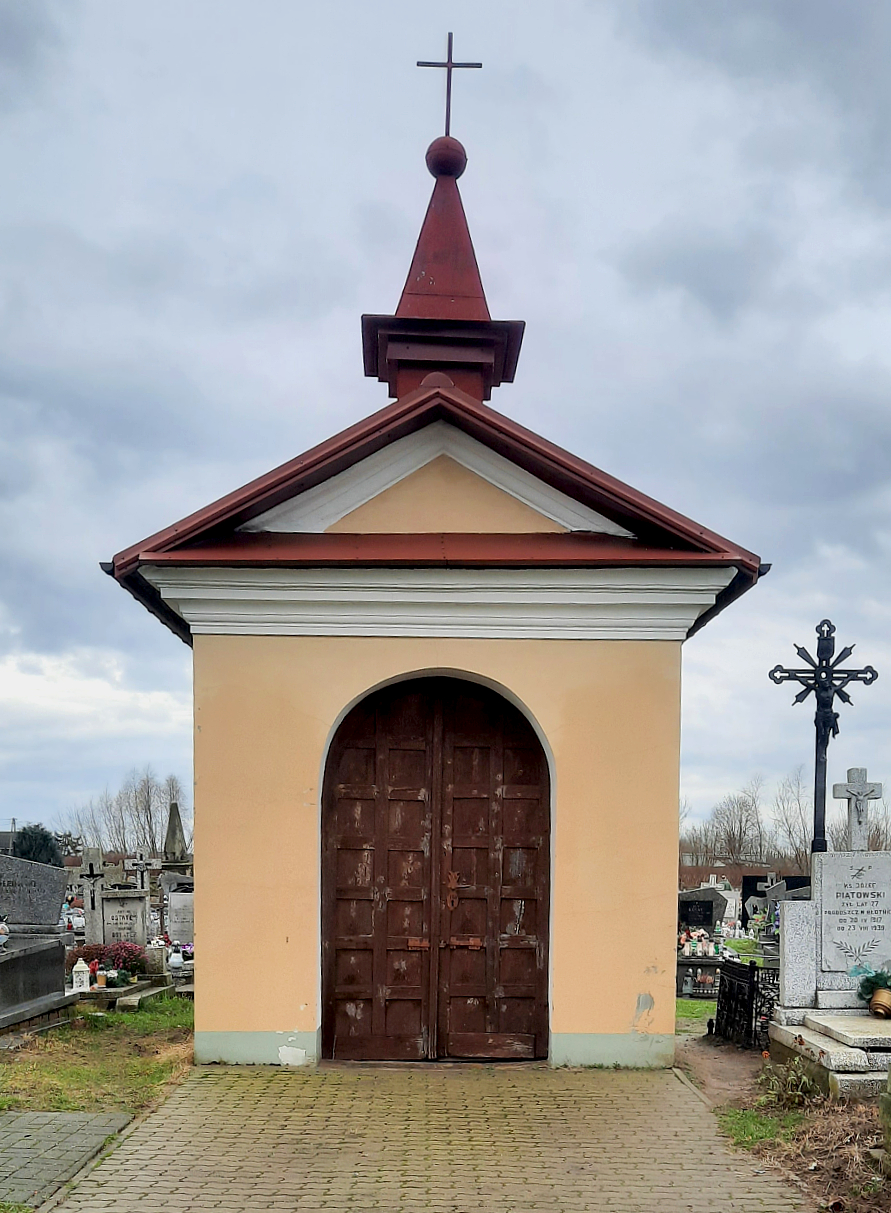
Kaplica cmentarna

Dawny cmentarz przykościelny nie zachował się. Z przekazów wiadomo, że istniał jeszcze w 1872 r. (pomimo wydania w 1817 r. ukazu carskiego nakazującego lokalizację cmentarzy poza obręb osiedli ludzkich), kiedy został otoczony murem. Na cmentarzu byli pochowani m.in. zmarły w 1764 r. Aleksander Lasocki, jeden z fundatorów budowy murowanego kościoła, oraz zmarły w 1759 r. ks. Adam Przetocki, miejscowy wikariusz.
W odległości 250 m od kościoła parafialnego zlokalizowany jest cmentarz grzebalny zajmujący powierzchnię 2 ha. Na cmentarzu, założonym ok. 1890 r., stoi prostokątna murowana kaplica z poł. XIX w., wewnątrz której znajduje się barkowy ołtarz z 2 poł. XVII w. oraz epitafium zmarłego w 1849 r. ks. Albina Jagniątkowskiego. Cmentarz jest miejscem pochówku m.in.: ks. Jana Dąbrowskiego, ks. Stanisława Głąbińskiego, ks. Teofila Jakubowskiego, ks. Adolfa Machnickiego, ks. Józefa Piatkowskiego, ks. Jana Jarosińskiego.

## Zasięg parafii
Do parafii należą wierni z miejscowości: Stara Błotnica, Chruściechów, Czyżówka, Dębowica, Jakubów, Stary Kadłub, Wólka Kadłubska (adresy Rogolin), Stary Kiełbów, Stary Kobylnik, Mokrosęk, Stary Osów, Wólka Pierzchnieńska, Ryki, Stary Sopot oraz Kadłubska Wola.

## Proboszczowie
- ks. Jakub (1403–1428)
- ks. Dobiesław
- ks. Jan Podlodowski[7]
- ks. Feliks Dzik
- ks. Stanisław Boniecki
- ks. Grzegorz Bornecki
- ks. Sebastian Nieborawski
- ks. Mikołaj Sulgostowski
- ks. Mikołaj Jan Prażmowski
- ks. Albert Tymanowski
- ks. Stanisław Boglewski (1691–1707)[8]
- ks. Bernard Gozdzki
- ks. Ludwik Siemieradzki
- ks. Józef Pawłowski
- ks. Sebastian Saryusz Skórkowski
- ks. Andrzej Bielawski
- ks. Karol Skórkowski
- ks. Kazimierz Piotr Palczewski
- ks. Teofil Jakubowski (1850–1888)
- ks. prał. Adolf Machnicki (1888–1913)
- ks. kan. Jan Dąbrowski
- ks. Józef Piątkowski (1917–1939)
- ks. Stanisław Głąbiński (1940–1965)
- ks. kan. Antoni Mąkosa (1965–1976)
- ks. kan. Józef Gałan (1976–1987)
- ks. kan. Sylwester Szefliński (1987–2000)
- o. Jan Poteralski OSPPE (2000–2003)
- o. Marian Pytel OSPPE (2003–2005)
- o. Jan Poteralski OSPPE (2005–2011)
- o. Andrzej Kuster OSPPE (2011–2017)
- o. Piotr Urbanek OSPPE (2017–2023)
- o. ppłk. Kamil Szustak OSPPE (od 2023)